# Cemitério da Filosofia
O Cemitério da Filosofia é um cemitério localizado na cidade brasileira de Santos. Ele uma área de aproximadamente 40.000 m², sendo que 70% de suas campas são perpétuas, de formato retangular. Dentre as mais visitadas, registra-se a que contém os restos mortais de Maria Mercedes Féa; da menina Jandaia e o Mausoléu do Esportista Amador de Santos; e o Mausoléu dos Maçons.